# Piletocera leucocephalis
Piletocera leucocephalis là một loài bướm đêm trong họ Crambidae.